# Ievguénia Prókhorova
Ievguénia Filíppovna Prókhorova (rus: Евгения Филипповна Прохорова) (Znàmianka, 17 de novembre de 1912 - ?, 3 de desembre de 1942) va ser una militar ucraïnesa, pilot de combat de la Força Aèria Soviètica. Va servir breument com a comandant en funcions del 586è Regiment d'aviació de caça abans de morir en combat durant la Segona Guerra Mundial.
Prókhorova va néixer el 17 de novembre de 1912 a Znàmianka, província de Kirovohrad, a l'actual Ucraïna. Després de graduar-se a l'escola el 1932, es va traslladar a Moscou i el 1934 va formar part d'un club de vol. El 1935 es va graduar com a instructora de vol i l'any següent n'estava exercint al club de vol del districte de Stalin de Moscou. Abans de l'esclat de la Segona Guerra Mundial, va participar en nombrosos espectacles aeris com a part d'un quintet d'aviadores. El 1940 va establir dos rècords de vol, un d'autonomia i un d'altitud en el seu planador de classe D d'una sola plaça Rot Front-7. El seu rècord d'altitud de 3.385 metres, establert el 26 de juny de 1940 a l'aeròdrom de Tula, es va mantenir com a rècord del món fins al desembre de 1947.
El maig de 1941 va ser nomenada comandant del club de vol Kírov a Moscou i es va unir a l'Acadèmia de la Flota Aèria Civil. Va ser encarregada com a pilot del regiment de caces i va servir com a comandant en funcions del 586è Regiment d'aviació de caça des de desembre de 1941 fins al març de 1942. Va morir en una missió d'escorta el 3 de desembre de 1942. En un dia de boira va colpejar la cresta d'un turó mentre intentava aterrar de la missió de retorn.